# Lyriothemis pachygastra
Lyriothemis pachygastra là loài chuồn chuồn trong họ Libellulidae. Loài này được Selys mô tả khoa học đầu tiên năm 1878.

## Hình ảnh

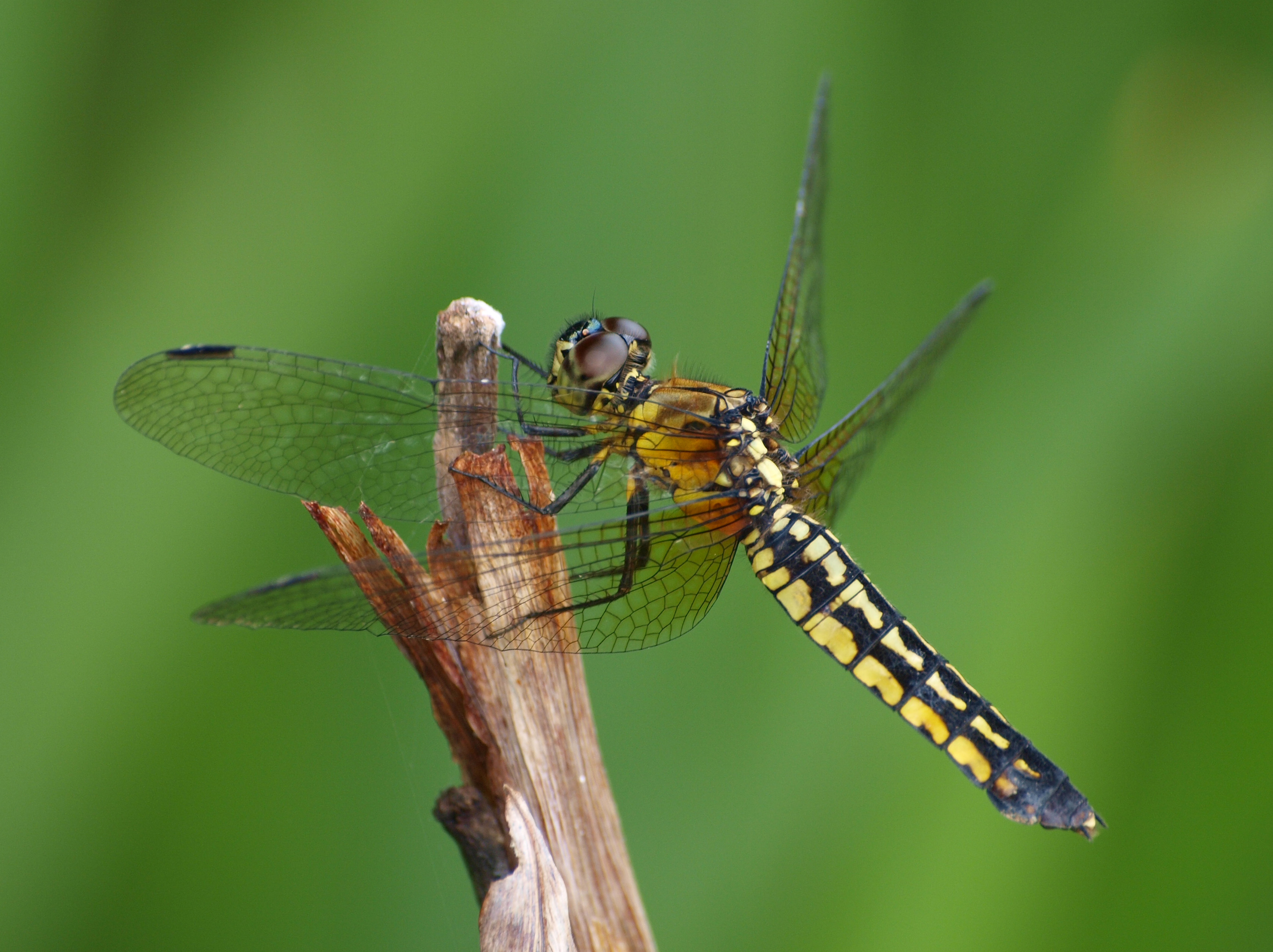
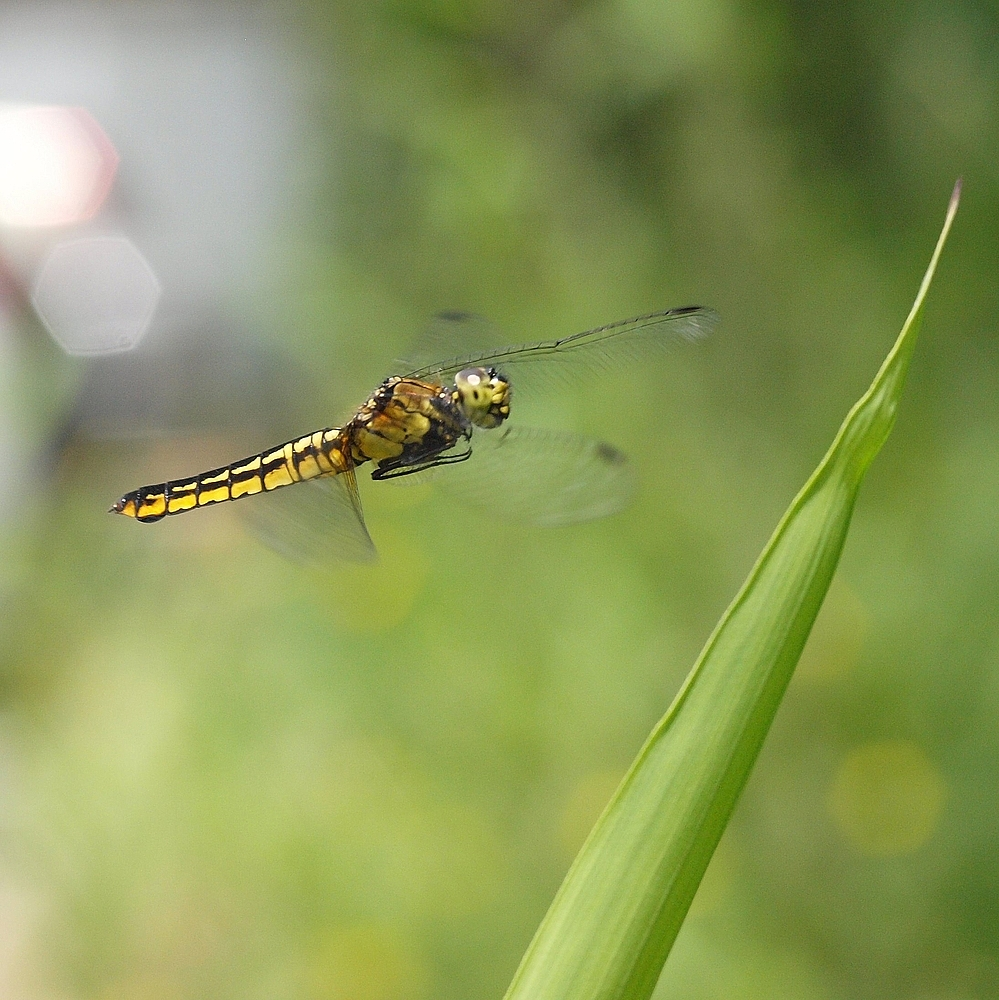
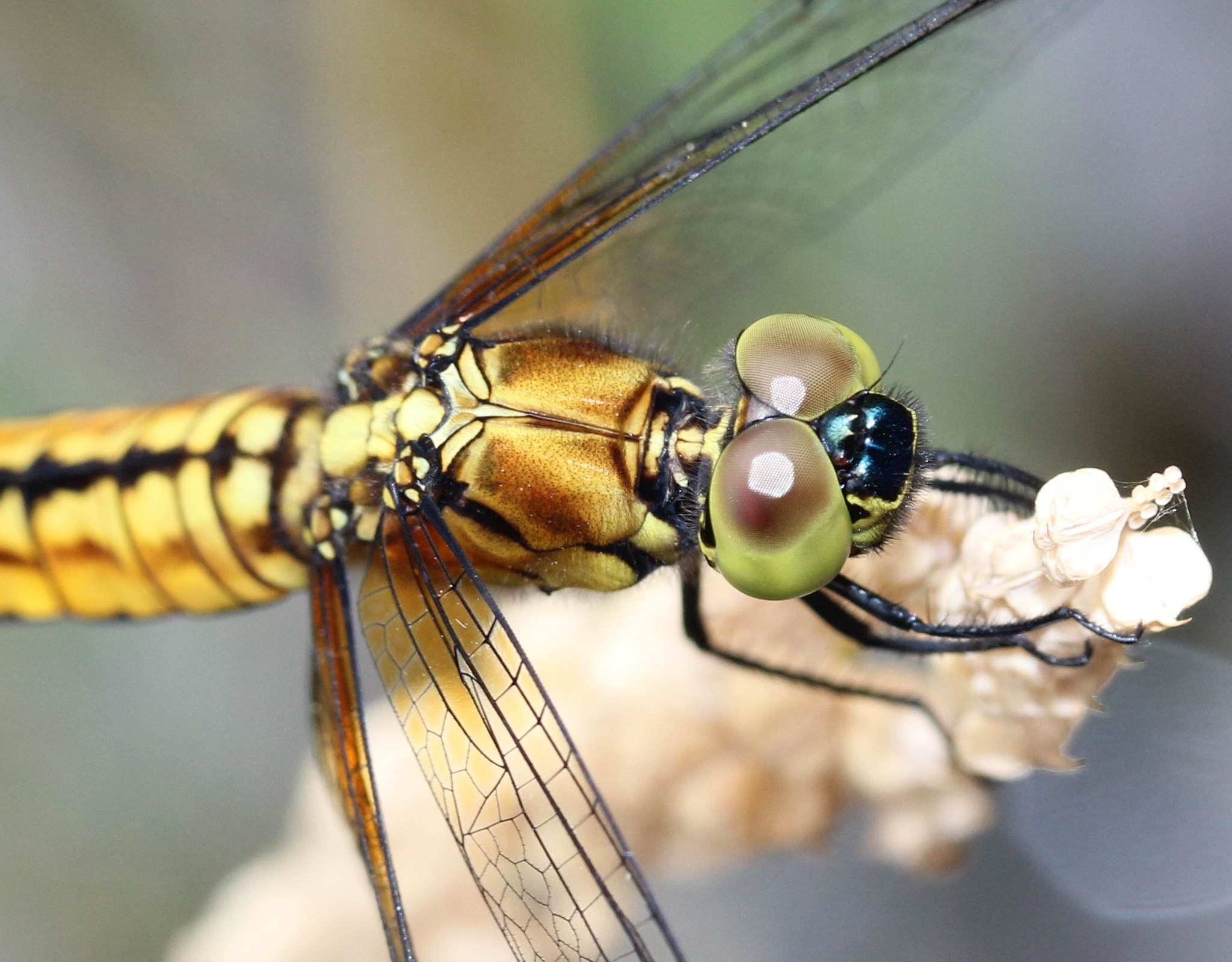
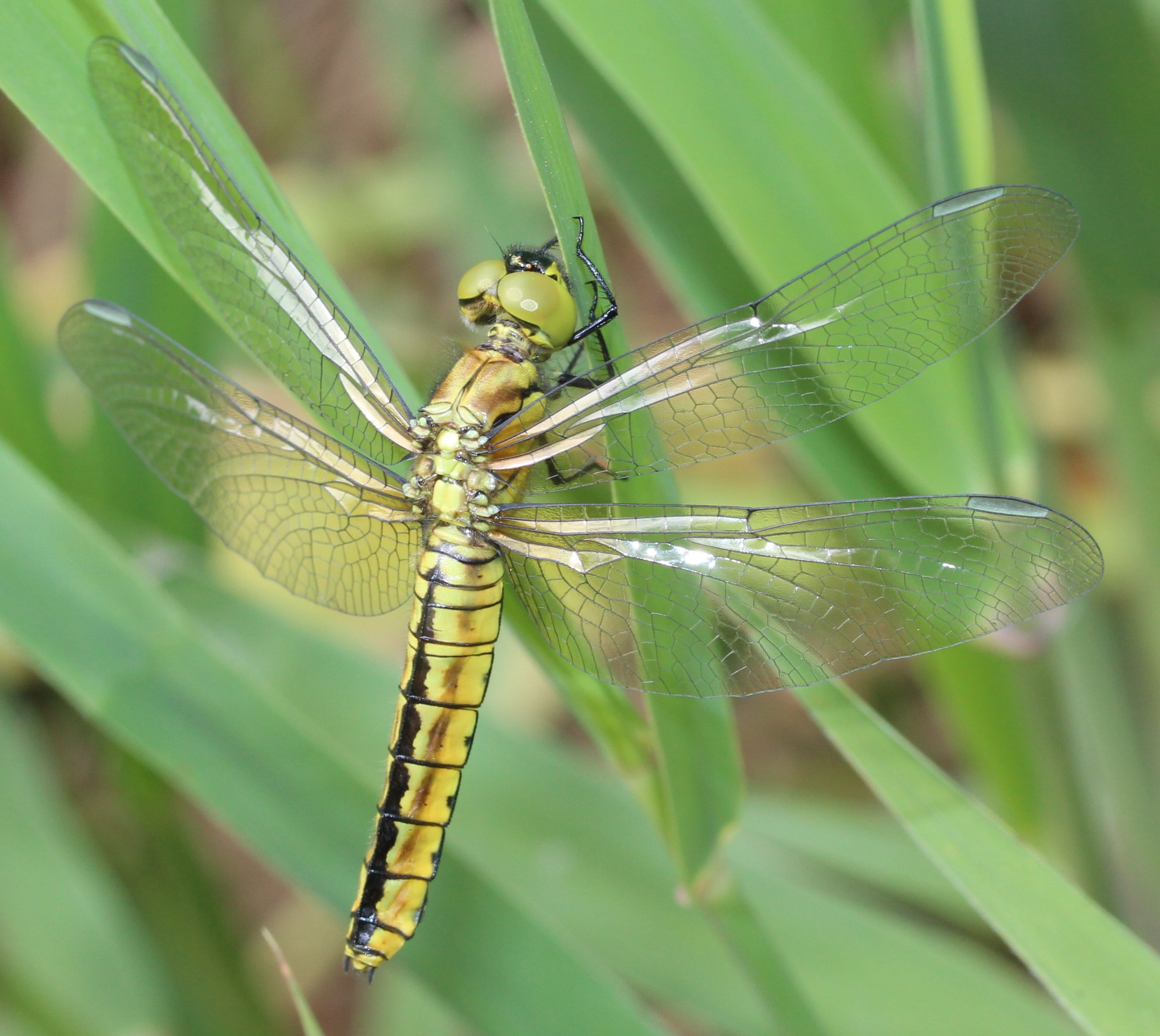